# Coleophora platyphyllae
Coleophora platyphyllae é uma espécie de mariposa do gênero Coleophora pertencente à família Coleophoridae.